# 안계초등학교 (경남)
안계초등학교는 대한민국 경상남도 창원시 마산회원구 내서읍에 있는 공립 초등학교이다.

## 학교 연혁
- 2002년 9월 1일: 개교

## 참고 자료
- 안계초등학교 - 한국교육학술정보원 학교알리미